# تسکولاکی
تسکولاکی (به لاتین: Tsikolaky) یک منطقهٔ مسکونی در ماداگاسکار است که در Bekily District واقع شده‌است.
 تسکولاکی  ۳٬۰۰۰ نفر جمعیت دارد و ۳۷۶ متر بالاتر از سطح دریا واقع شده‌است.